# Mona McSharry
Mona McSharry, född 21 augusti 2000, är en irländsk simmare.

## Karriär
Vid VM 2021, kortbana tog McSharry brons på 100 meter bröstsim. Vid OS 2024 tog hon brons på samma distans.